# Saturday Evening Post

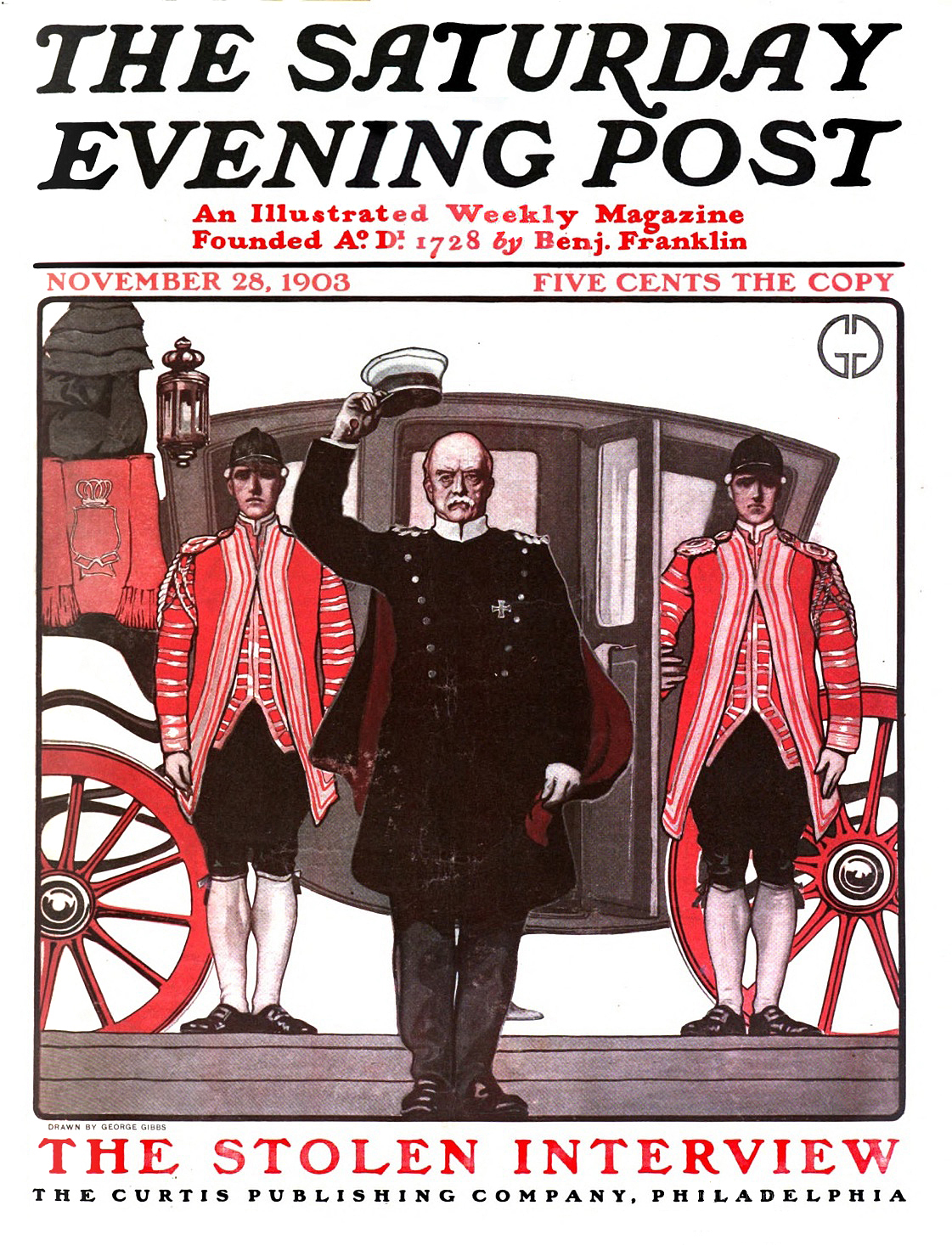
Edição de 1903 do Saturday Evening Post

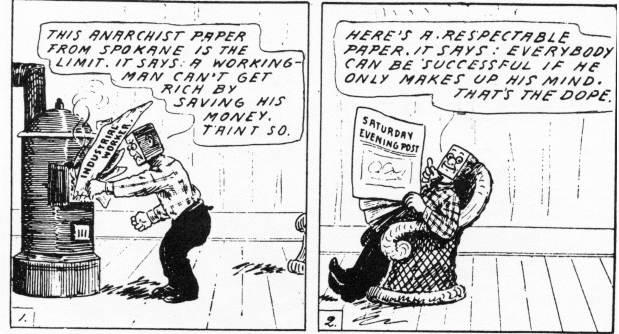
Charge da época da Segunda guerra mundial brincando com o Saturday Evening Post

O Saturday Evening Post foi um revista semanal publicada nos Estados Unidos de 4 de agosto de 1821 a 8 de fevereiro de 1969. A partir de 1897, ela foi publicada pela Curtis Publishing Company. A Curtis é a sucessora do The Pennsylvania Gazette, fundado em 1728 por Benjamin Franklin. A primeira edição da revista foi publicada não menos que 30 anos após o falecimento de Franklin. De acordo com historiadores, e números de circulação, a revista ganhou proeminente status sob a liderança deste editor (1899-1937) George Horace Lorimer. O Saturday Evening Post é publicado seis vezes por ano pela Saturday Evening Post Society, que comprou a revista em 1982. A revista foi reformulada em 2013.

## Editores
(após a compra por Curtis, 1898)
- William George Jordan (1898-1899)
- George Horace Lorimer (1899-1937)
- Wesley Winans Stout (1937-1942)
- Ben Hibbs (1942-1962)
- Robert Fuoss (1962)
- Robert Sherrod (1962)
- Clay Blair, Jr. (1962-1964)
- William A. Emerson, Jr. (1965-1969)
- Beurt SerVaas (1919-...)
- Cory SerVaas, M.D. (1925-...)